# Ratusz w Antwerpii
Ratusz w Antwerpii (nid. Stadhuis van Antwerpen) – renesansowy ratusz położony na rynku w Antwerpii, w Belgii. Został wybudowany w latach 1561–1565. Głównym architektem budynku był Cornelis Floris de Vriendt. Ratusz uznawany jest za jeden z najważniejszych zabytków renesansu w Niderlandach. Obiekt do dziś pełni funkcje administracyjne, będąc m.in. miejscem urzędowania burmistrza miasta. Ratusz został włączony do grupy miejskich wież strażniczych (beffroi) z Belgii i północnej Francji, które w 1999 roku (jako jeden obiekt) wpisano na listę światowego dziedzictwa UNESCO.
Ratusz został wybudowany w latach 1561–1565 i otwarty 27 lutego 1565 roku. Autorem projektu był Cornelis Floris de Vriendt we współpracy z innymi, w tym z Włochem Nicolo Scarinim. Pierwotnie budowę ratusza planowano już około roku 1540 (wówczas miał powstać w stylu gotyckim), jednak z powodu braku środków do prac nie przystąpiono. W 1576 roku, podczas hiszpańskiej furii budynek został podpalony; ze zniszczeń odbudowano go trzy lata później. Obiekt reprezentuje cechy renesansu flamandzkiego i włoskiego, choć jego środkowa część nawiązuje jeszcze do architektury gotyckich ratuszy Flandrii i Brabancji. Ryzalit na frontowej fasadzie zawiera rzeźbę Maryi, poniżej której znajdują się dwie kolejne kobiece statuy reprezentujące roztropność i sprawiedliwość, a także herby księstwa Brabancji, Filipa II Habsburga i markizatu antwerpskiego. Statua Maryi została ustawiona przez Jezuitów w okresie kontrreformacji, wcześniej w jej miejscu mieściła się rzeźba Silviusa Brabo. Wnętrze budynku zostało ukształtowane podczas przebudowy w XIX wieku. Jedną ze znaczących zmian było zadaszenie wewnętrznego dziedzińca, który dotąd pozostawał otwarty.